# Route des vins des Côtes du Rhône

Les vignobles de la vallée du Rhône

La Route des vins des Côtes du Rhône fait rejoindre Vienne à Avignon et se subdivise en six trajets qui permettent de découvrir le long des deux rives du Rhône les différentes appellations côtes-du-rhône. Ses routes, essentiellement autour des vins des Côtes-du-Rhône, mais aussi sur des appellations satellites, ont été mises en place par l'organisme interprofessionnel régional " Inter-Rhône ".

## Route du Septentrion

### Terroir
C'est ici, sur les deux rives du Rhône, que les vins issus de vitis allobrogica ont fait la réputation de Vienne-la-Vineuse sous l'antiquité romaine. 
On considère donc que l'implantation du vignoble de la Côte Rôtie se fit au IIe siècle avant notre ère. C'est un terroir bien particulier dans lequel se retrouvent schistes et micaschistes et son vignoble est implanté sur d'étroites terrasses. Sur un sol sableux, sec, maigre et acide, la syrah se complaît plutôt sur la « Côte Brune » et le viognier sur la « Côte Blonde » pour donner un des vins rouges les plus remarquables de la vallée du Rhône. 
Un changement très net de terroir  explique ensuite les deux terroirs suivants. Le vignoble de Condrieu et du Château-Grillet, où ne se retrouve que le viognier est uniquement planté sur des sols granitiques et ses arènes de décomposition. À leur suite vient un autre vignoble connu pendant longtemps comme produisant le « vin de Tournon » puis le « vin de Mauves ». Ce furent les jésuites de Tournon qui lui donnèrent le nom de Saint-Joseph. Les vignes sont plantées sur des sols granitiques hétérogènes et produisent essentiellement des rouges assemblant syrah et viognier et un peu de blanc.

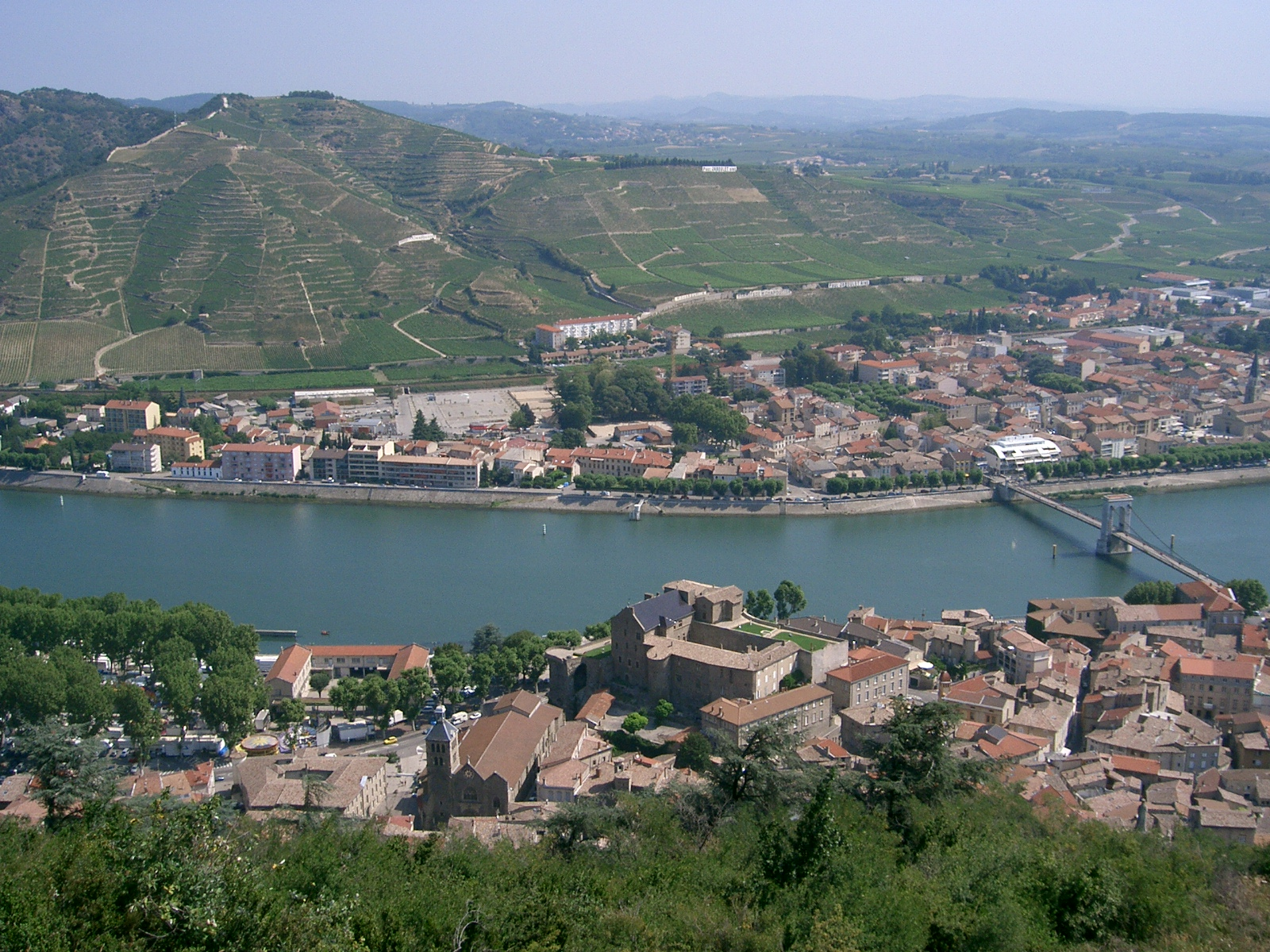
Vignoble de l'Hermitage vu de Tournon

Quant à la commune de Cornas, elle bénéficie d'une appellation à elle seule. Sur des terrasses, soutenant un sol sédimentaire où se retrouvent des calcaires et des marnes du jurassique supérieur, elle ne produit que du rouge à base de la seule syrah. Nouveau changement de terroir pour Saint-Péray et son appellation avec des sols où se mêlent granites, marnes, calcaires et lœss. Les vignerons y produisent uniquement des blancs, tranquilles ou mousseux, qui assemblent roussanne et marsanne.  
Ces mêmes cépages se retrouvent avec la syrah sur la rive gauche du Rhône dans le vignoble de l'Hermitage. Ce vin est produit sur les étroites terrasses de l'éperon rocheux dominant la ville de Tain. Sur ce terroir granitique, dont les sols sont retenus par des murs et des murets, sont produits des rouges et des blancs mondialement célèbres. Ce sont des vins de la même couleur que l'on retrouve dans l'appellation voisine. Le vignoble de Crozes-Hermitage, le plus étendu des côtes-du-rhône septentrionales, est, quant à lui, implanté sur des coteaux composés de lœss et de molasse miocène.

### Circuit
Producteurs indépendants, cave coopérative et négociants proposent leur accueil sur ce circuit :

Vienne, Saint-Romain-en-Gal, Saint-Cyr-sur-le-Rhône, Ampuis, Tupin-et-Semons, La Chapelle-Villars, Condrieu, Vérin, Saint-Michel-sur-Rhône, Pelussin, Chavanay, Malleval, Saint-Pierre-de-Bœuf, Le Péage-de-Roussillon, Limony, Charnas, Serrières, Saint-Désirat, Sarras, Serves-sur-Rhône, Érôme, Gervans, Larnage, Mercurol, Tain-l'Hermitage, Chanos-Curson, Beaumont-Monteux, Pont-de-l'Isère, Tournon-sur-Rhône, Mauves, La Roche-de-Glun, Châteaubourg, Cornas, Saint-Péray, Toulaud, Livron-sur-Drôme, Valence.
Depuis 2012, ce vignoble fait partie du label Vignobles & découvertes, visant à promouvoir les destinations œnotouristiques en France.

### Découvertes
Appellations locales ou crus

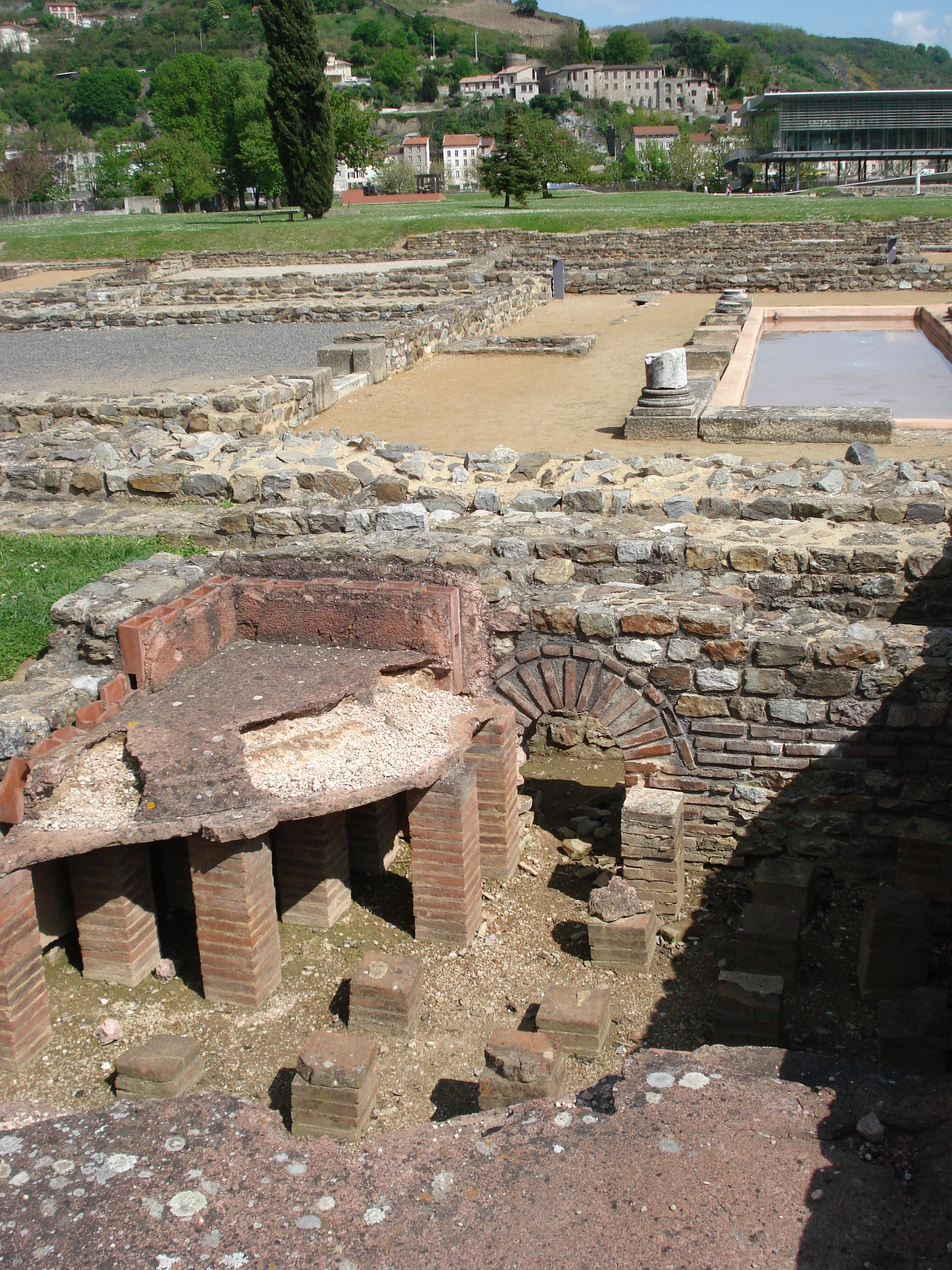
Les vestiges gallo-romains de Saint-Romain-en-Gal

Côte-rôtie, Condrieu, Château-grillet, Saint-joseph, Crozes-hermitage, Hermitage, Cornas, Saint-péray. 
Côtes-du-rhône avec nom de terroir
Brézème
Patrimoine
Vienne : ville d'Art et d'Histoire, vestiges gallo-romains ; Saint-Romain-en-Gal : Musée archéologique gallo-romain et vestiges ; Condrieu : Maison de la Gabelle ; Tournon-sur-Rhône : le « Mastrou », train à vapeur remontant vers le Vivarais ; Tain-l'Hermitage : Taurobole, sur la place éponyme, et chapelle Saint-Christophe au sommet de la colline ; Saint-Péray : Château de Crussol ; Valence : cathédrale Saint-Apollinaire, maison des Têtes et musée des Beaux-Arts.

## Route de la Drôme provençale

### Terroir
Située au sud de la Drôme, cette route englobe quelques appellations vauclusiennes, dont celles de l'Enclave des papes. Contrairement au circuit de la Route du Septentrion, le climat de la zone traversée est d'influence méditerranéenne. Le relief est vallonné, arrosée par plusieurs rivières sous-affluentes du Rhône. 

### Circuit
Producteurs indépendants, caves coopératives et négociants proposent leur accueil sur ce circuit :

Bollène, Saint-Restitut, Richerenches, Montbrison, Rousset-les-Vignes, Valréas, Saint-Pantaléon-les-Vignes, Nyons, Vinsobres, Mirabel-aux-Baronnies, Piégon, Puyméras, Faucon, Mollans-sur-Ouvèze, Saint-Romain-en-Viennois, Vaison-la-Romaine, Roaix, Villedieu, Saint-Maurice-sur-Eygues, Visan, Tulette, Bouchet, Suze-la-Rousse, Rochegude.

### Découvertes
Appellations locale ou cru
Vinsobres
Côtes-du-rhône villages avec nom de commune
Roaix, Rochegude, Rousset-les-vignes, Saint-maurice-sur-eygues, Saint-pantaléon-les-vignes, Valréas, Visan.

## Route des Dentelles de Montmirail

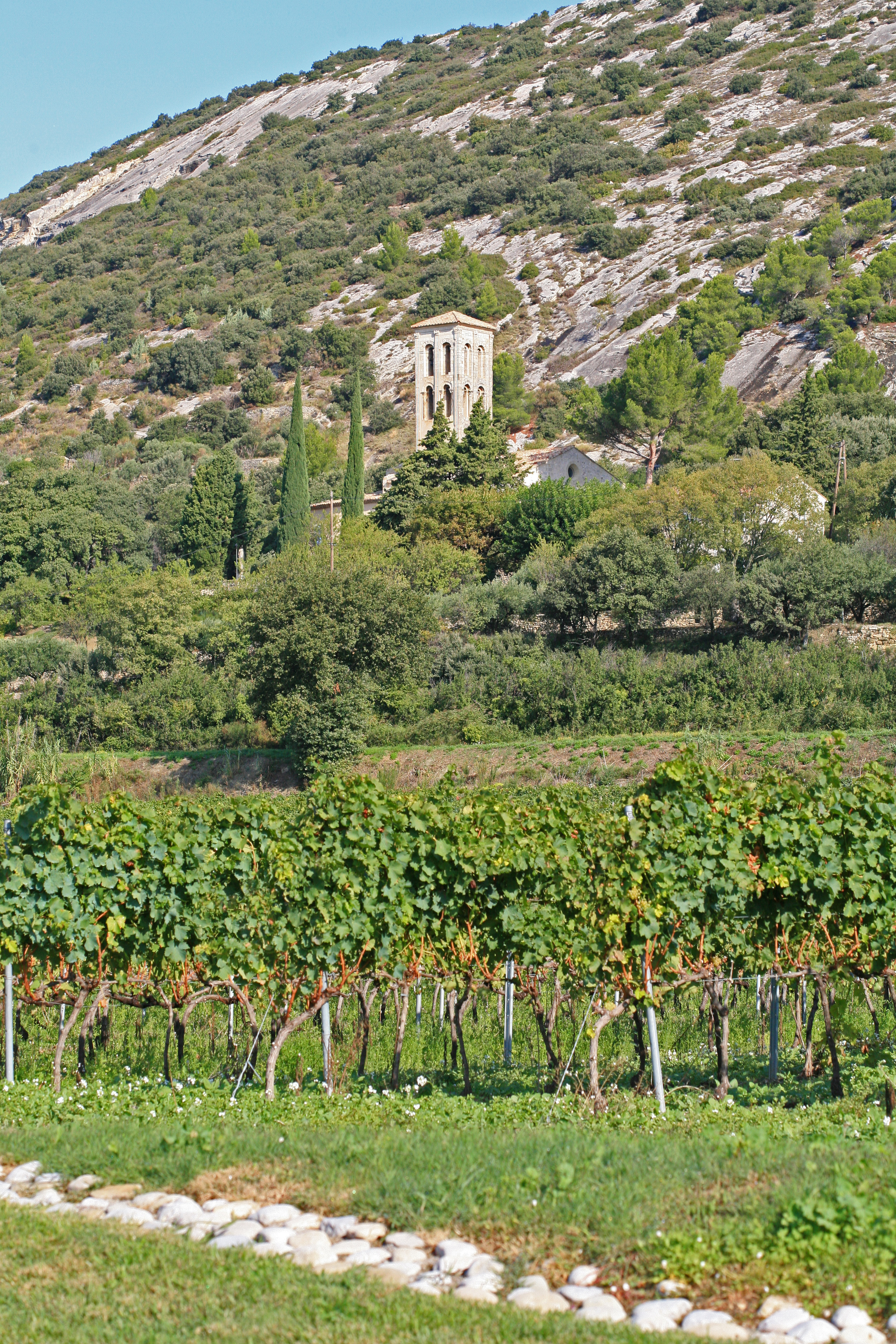
Sur la commune de Beaumes-de-Venise, au pied des Dentelles de Montmirail, entourée par les vignes, la chapelle Notre-Dame d'Aubune.

### Terroir
Reliant la rive gauche du Rhône aux Dentelles de Montmirail, cette route des vins travers plusieurs types de terroirs. Le plus à l'ouest est celui du Massif d'Uchaux, entre les vallées du Rhône, du Lez et de l'Aygues, englobant les communes de Mondragon, Lagarde-Paréol, Sérignan-du-Comtat, Piolenc et Uchaux. Le paysage vallonné, entre 100 et 280 mètres d'altitude est influencé par un climat méditerranéen, et la présence du mistral. Le sol, datant du crétacé supérieur, est majoritairement constitué de grès calcaire et de sable siliceux. Au sud est s'étend Le Plan de Dieu. Il s'agit d'une vaste terrasse alluviale, entre l'Aygues et l'Ouvèze, à cheval sur les communes de Camaret-sur-Aigues, Jonquières, Travaillan et Violès. Les sols sont composés d'un caillotis calcaire, de galets roulés, reposant sur une agrile bleue du Philocène. Entre ses deux zones, le terroir de Cairanne est composé de 2 sols complémentaires : collines, de marnes beiges du Tertiaire, et plaine alluviale de la vallée de l'Aygues.
La partie est de cette route des vins est surplombé par les Dentelles de Montmirail, sur les contreforts desquelles sont implantées les appellations de Rasteau, Séguret, Sablet, Gigondas, Beaumes-de-venise, Vacqueyras.

### Circuit
Producteurs indépendants, caves coopératives et négociants proposent leur accueil sur ce circuit :

Mondragon, Sainte-Cécile-les-Vignes, Cairanne, Rasteau, Séguret, Sablet, Gigondas, Suzette, Lafare, Beaumes-de-Venise, Sarrians, Vacqueyras, Violès, Camaret-sur-Aigues, Travaillan, Sérignan-du-Comtat, Uchaux, Piolenc, Mornas.

### Découvertes
Appellations locales ou crus
Beaumes-de-venise, Cairanne, Gigondas, Vacqueyras
Côtes-du-rhône villages avec nom de commune
Rasteau, Séguret, Sablet, Plan-de-dieu, Massif-d'uchaux.

## Route de l'Ardèche à la Cèze

### Circuit
Producteurs indépendants, cave coopérative et négociants proposent leur accueil sur ce circuit :
Saint-Marcel-d'Ardèche, Saint-Martin-d'Ardèche, Saint-Remeze, Bourg-Saint-Andéol, Gras, Saint-Montan, Ruoms.

### Découvertes
Sur une idée d'un vigneron de Saint-Marcel-d'Ardèche, Raphaël Pommier, du domaine de Cousignac, de la mairie de cette commune, une expérience de vieillissement de vin dans une grotte a débuté en 2014. Elle a débuté avec 250 bouteilles et une dizaine de barriques en bois, provenant de 9 vignerons des environs. La grotte étant également ouverte à la visite, une offre œnotouristique est proposé, pour faire connaitre la dégustation en milieu souterrain.

## Route de la Côte du Rhône gardoise

### Circuit
Producteurs indépendants, cave coopérative et négociants proposent leur accueil sur ce circuit :

### Découvertes
Appellations locales ou crus
Lirac, Tavel

## Route des papes

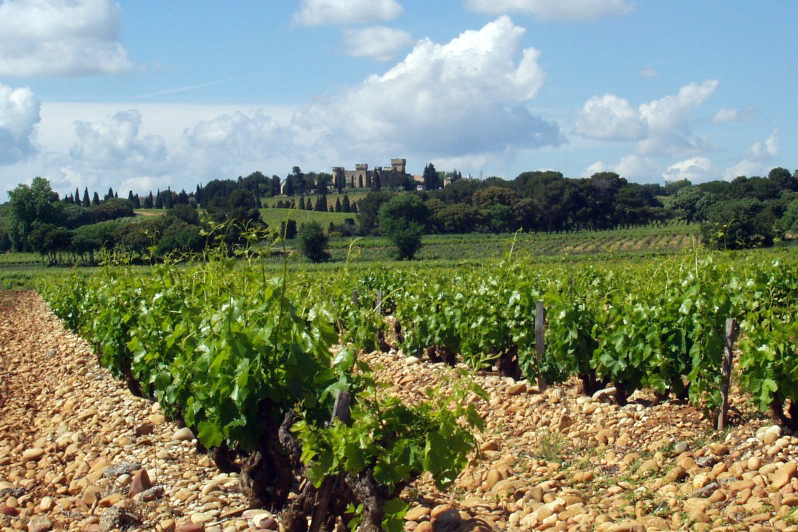
Le terroir de galets roulés de
Châteauneuf-du-Pape

Autrefois centre de la papauté, entre 1309 et 1418, avec la présence de 7 papes, Avignon est aujourd'hui surnommée la capitale des Côtes-du-Rhône. La période pontificale a fortement marqué la cité et ses environs, tant en terme économique, avec le développement de la viticulture, qu'en terme patrimonial et architectural. L'apport de Jean XXII a été prépondérant, notamment sur la commune de Châteauneuf-du-Pape, avec l'implantation des premières vignes.

### Circuit
Producteurs indépendants, cave coopérative et négociants proposent leur accueil sur ce circuit, sur les communes les plus proches de la papauté avignonnaise : Caumont-sur-Durance, Chateauneuf-du-Pape, Courthézon, Jonquerettes, Morières-lès-Avignon, Sorgues.

### Découvertes
Appellations locale ou cru
Châteauneuf-du-pape

## Dégustation sur le lieu de vente

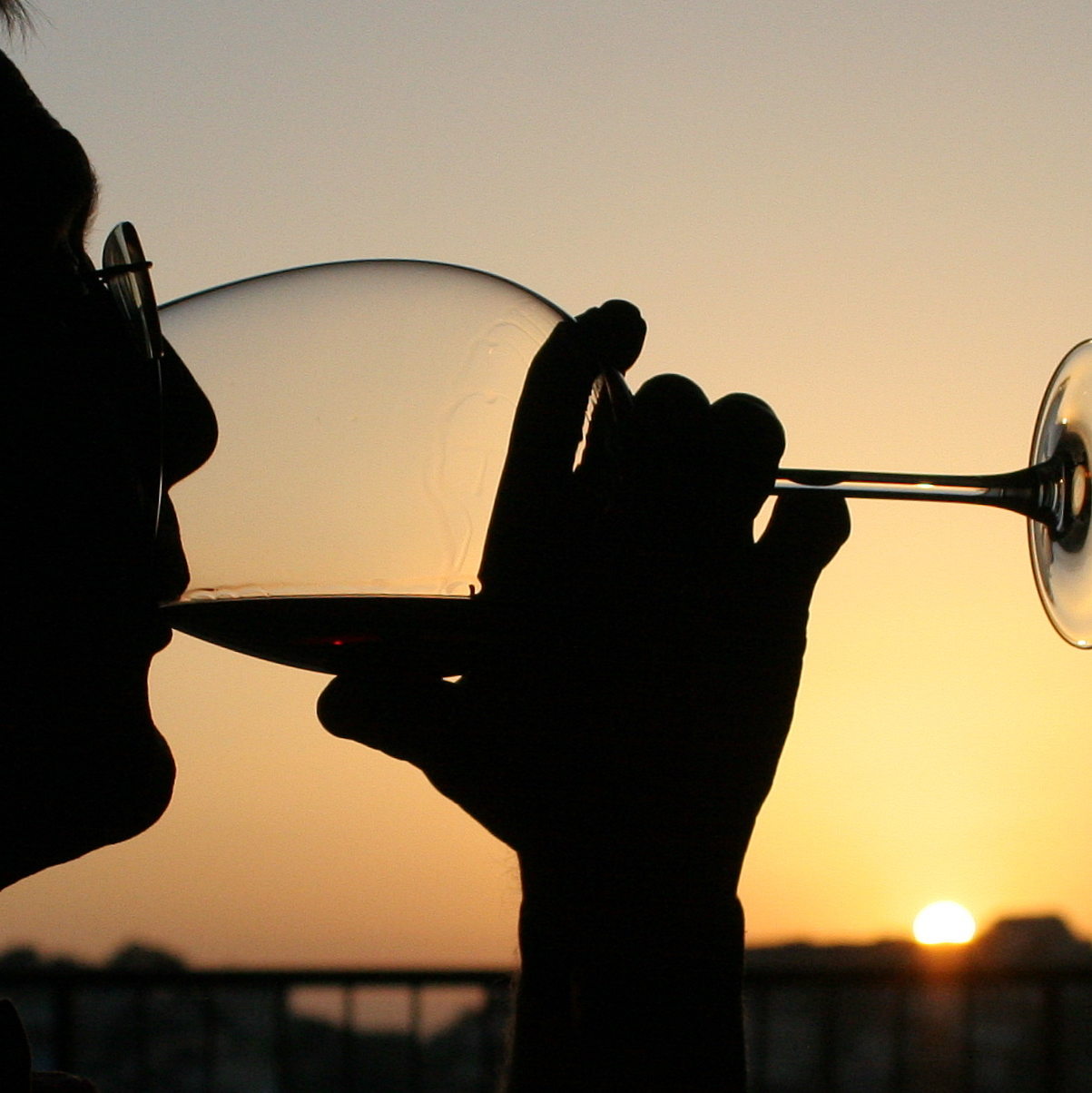
Dégustation dans des verres de qualité

Une charte de qualité a été mise en place dans la vallée du Rhône pour l'ensemble des vignobles par Inter Rhône. Elle propose trois catégories différentes d'accueil en fonction des prestations offertes par les caves. 
La première - dite accueil de qualité - définit les conditions de cet accueil. Un panneau à l'entrée doit signaler que celui-ci est adhérent à la charte. Ce qui exige que ses abords soient en parfait état et entretenus et qu'il dispose d'un parking proche. L'intérieur du caveau doit disposer d'un sanitaire et d'un point d'eau, les visiteurs peuvent s'asseoir et ils ont de plus l'assurance que locaux et ensemble du matériel utilisé sont d'une propreté irréprochable (sols, table de dégustation, crachoirs, verres).
L'achat de vin à l'issue de la dégustation n'est jamais obligatoire. Celle-ci s'est faite dans des verres de qualité (minimum INAO). Les vins ont été servis à température idéale et les enfants se sont vu proposer des jus de fruits ou des jus de raisin. Outre l'affichage de ses horaires et des permanences, le caveau dispose de fiches techniques sur les vins, affiche les prix et offre des brochures touristiques sur l'appellation. 

Dégustation dans un caveau de la vallée du Rhône
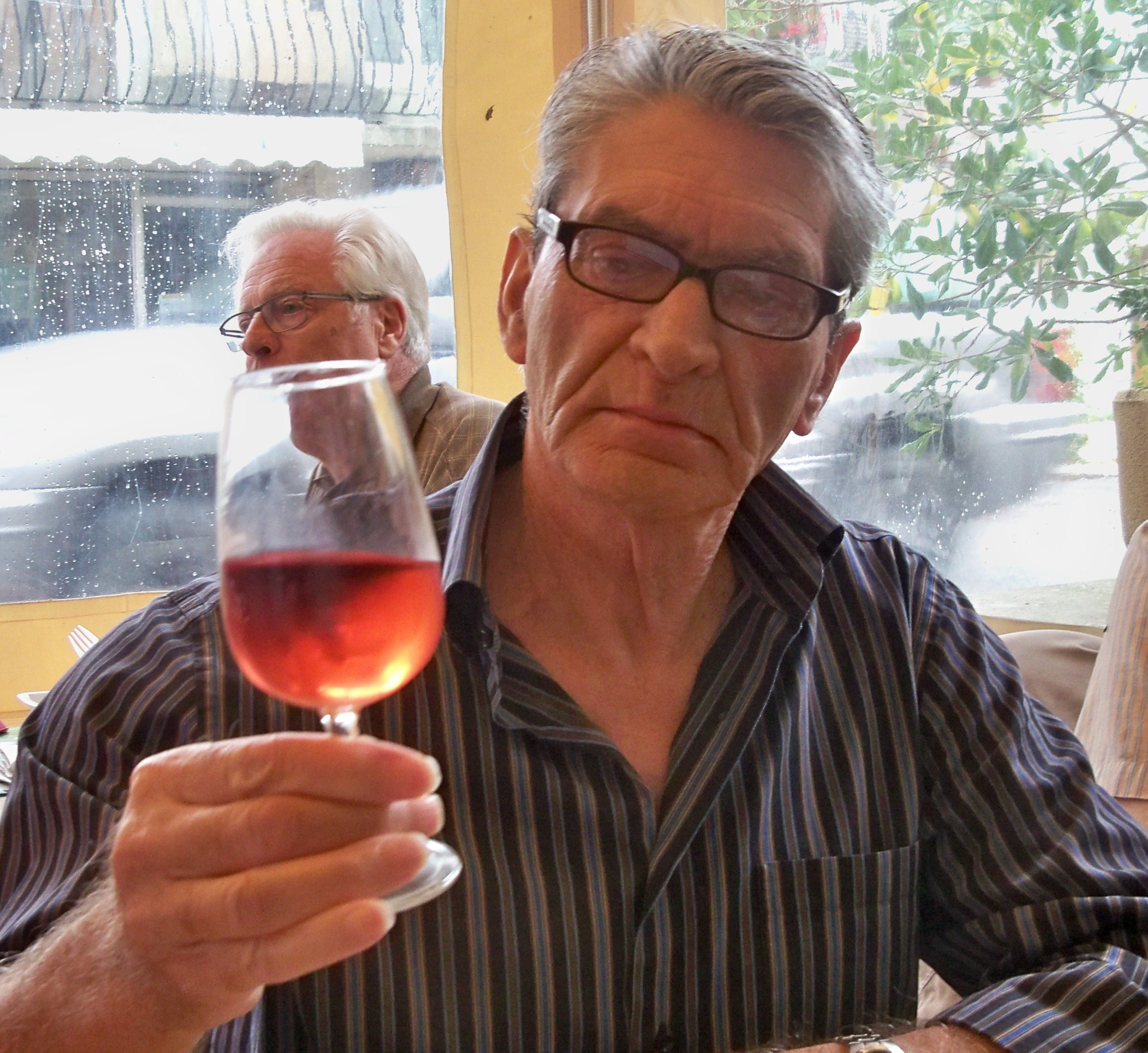
Mirer Sensations visuelles
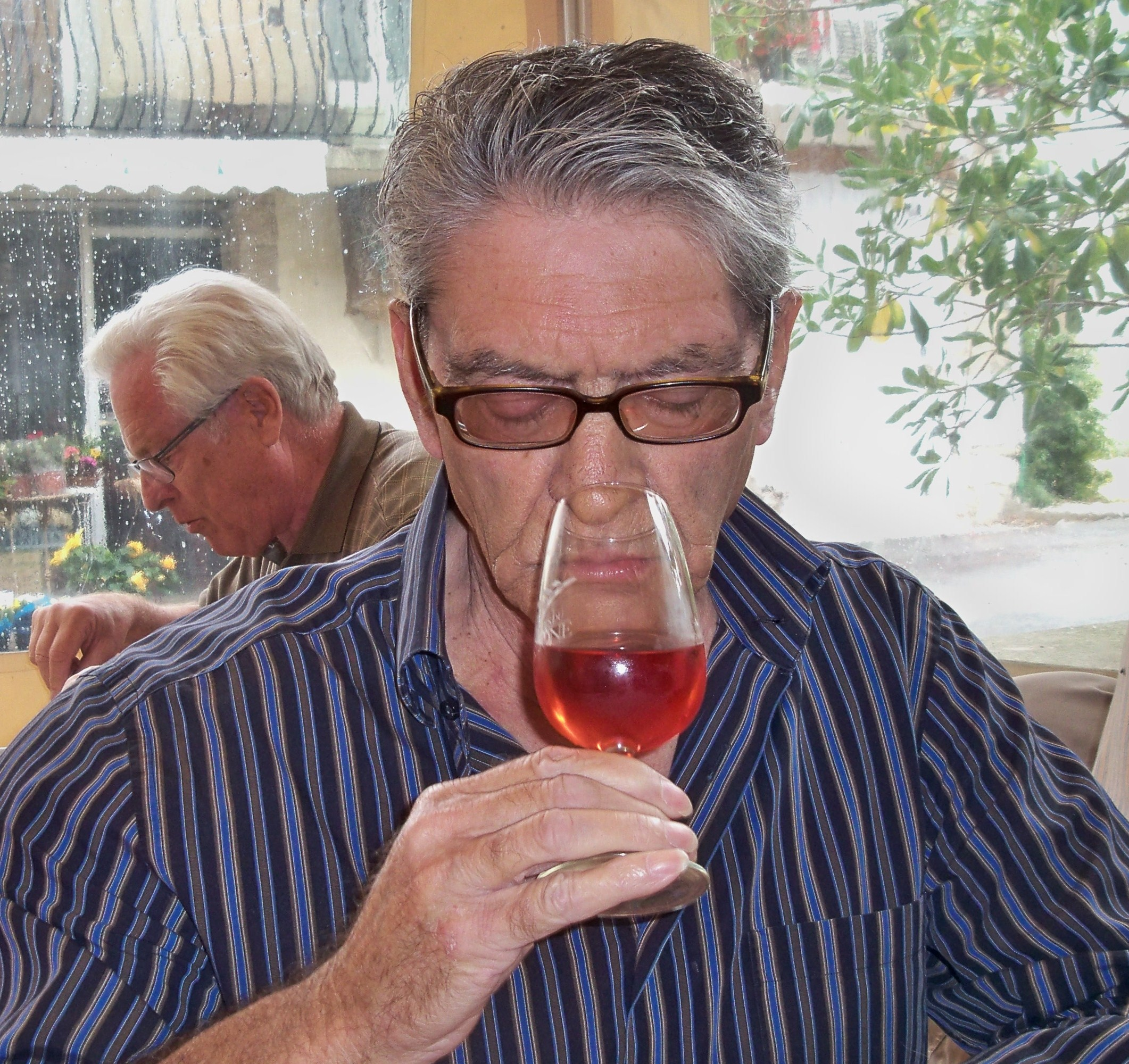
Humer Sensations olfactives
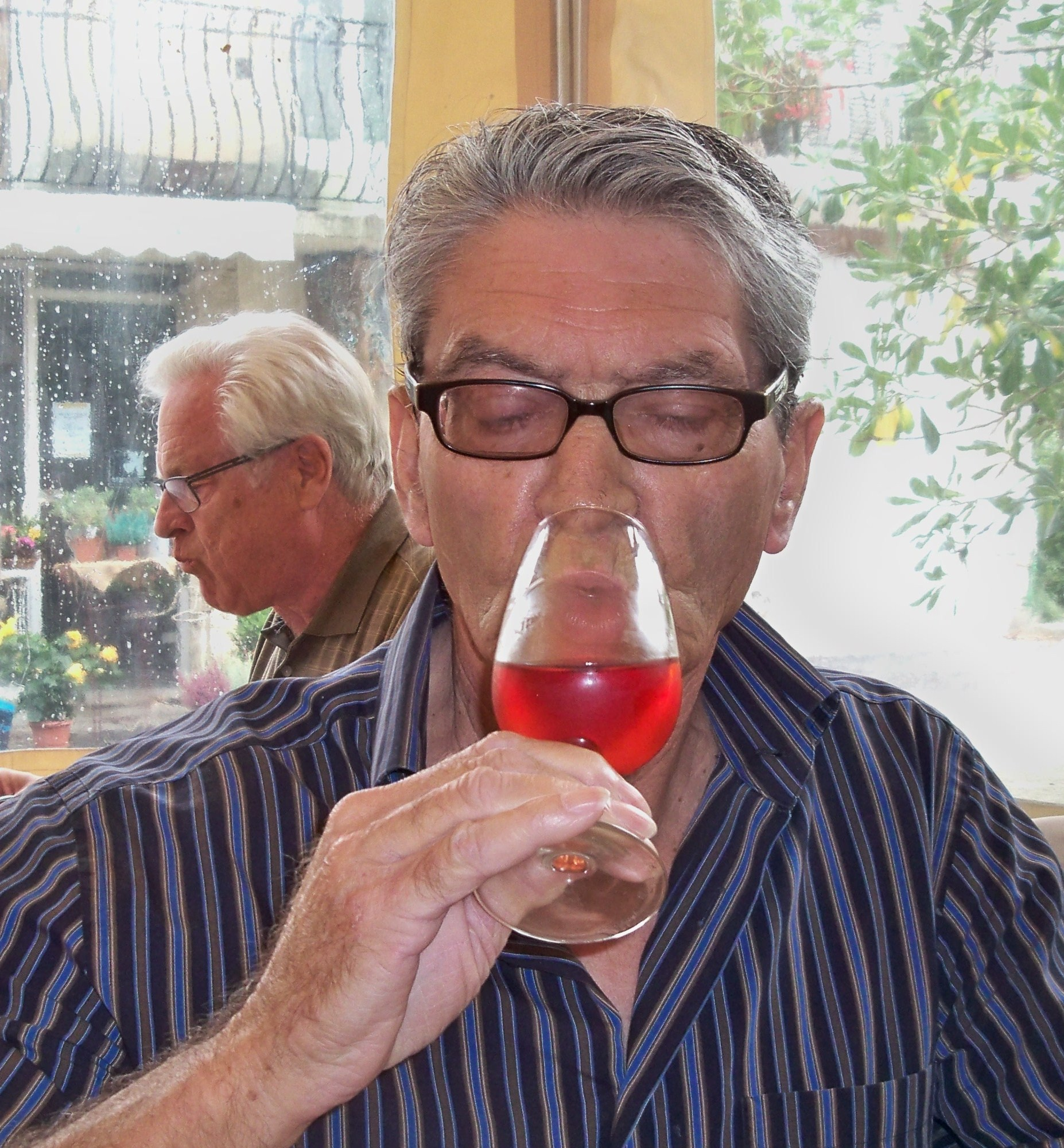
Lamper Sensations gustatives

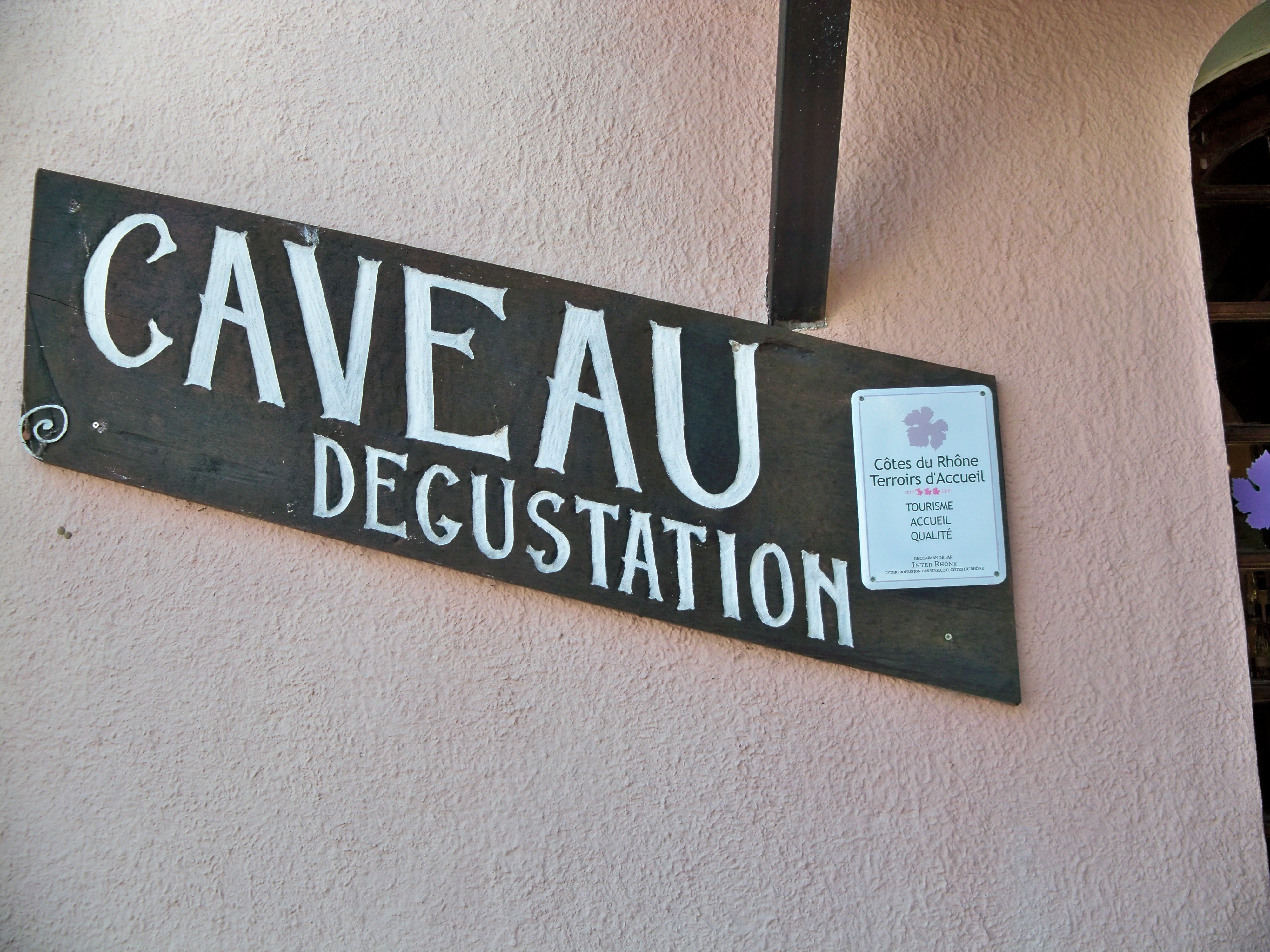
Panneau à l'entrée d'un caveau de dégustation indiquant un accueil d'excellence

La seconde - dite accueil de service - précise que le caveau est ouvert cinq jours sur sept toute l'année et six jours sur sept de juin à septembre. La dégustation se fait dans des verres cristallins voire en cristal. Accessible aux personnes à mobilité réduite, il est chauffé l'hiver et frais l'été, de plus il dispose d'un éclairage satisfaisant (néons interdits). Sa décoration est en relation avec la vigne et le vin, une carte de l'appellation est affichée. Il dispose d'un site internet et fournit à sa clientèle des informations sur la gastronomie et les produits agroalimentaires locaux, les lieux touristiques et les autres caveaux adhérant à la charte. Des plus les fiches techniques sur les vins proposés sont disponibles en anglais.
La troisième - dite accueil d'excellence - propose d'autres services dont la mise en relation avec d'autres caveaux, la réservation de restaurants ou d'hébergements. Le caveau assure l'expédition en France pour un minimum de vingt-quatre bouteilles. Il dispose d'un site Internet en version anglaise et le personnel d'accueil parle au moins l'anglais.